# The Philanthropist
The Philantropist was een Amerikaanse televisieserie (uitgezonden van 24 juni 2009 tot 12 augustus 2009), die te plaatsen is in de genres actie en drama. Het was een gelimiteerde zomerserie dat voornamelijk werd gefilmd in Zuid-Afrika. De serie opende met goede kijkcijfers, maar zag een daling van kijkers in de daaropvolgende weken. De film is een productie van Carnival Films samen met Fontana Company en Original Media. Op 21 oktober 2009 werd de serie gestopt door NBC, maar fans van de serie protesteerden via Facebook en pleitten voor het behouden van de serie.

## Verhaal
De serie draait om het personage Teddy Rist (gespeeld door James Purefoy), een succesvol miljardair. Hij wordt achtervolgd door de dood van zijn enige kind. Zijn leven verandert vervolgens totaal als hij een jongen redt gedurende een orkaan in Nigeria. Als gevolg hier van begint Rist met behulp van zijn fortuin persoonlijk levens van anderen te veranderen. The Philantropist is lichtelijk gebaseerd op het leven van Bobby Sager, een Amerikaans filantroop.

## Rolverdeling
| Acteur                   | Personage        | Opmerkingen |
| ------------------------ | ---------------- | ----------- |
| James Purefoy            | Teddy Rist       | hoofdrol    |
| Jesse L. Martin          | Philip Maidstone |             |
| Neve Campbell            | Olivia Maidstone |             |
| Michael Kenneth Williams | Dax              |             |
| Lindy Booth              | A.J. Butterfield |             |
| Krista Allen             | Julia Rist       |             |
| James Albrecht           | Gerard Kim       |             |

## Afleveringen
| Nr. | Titel            | Uitzenddatum Verenigde Staten |  |
| --- | ---------------- | ----------------------------- |  |
| 1 | Nigeria (Part 1) | 24 juni 2009                  |  |
| Een succesvol miljardair, Teddy Rist, beslist om zijn geld uit te geven voor hulp aan degenen die dat nodig hebben. Als eerste moet hij medicijnen leveren in een Nigeriaanse stad met veel zieke kinderen. |                  |                               |  |
| 2 | Myanmar          | 1 juli 2009                   |  |
| Een mensenrechtenorganisatie brengt aan het licht dat Maidstone-Rist Company, het bedrijf van Teddy, banden heeft met bedrijven in Myanmar, waar met behulp van dwangarbeid in de bodem wordt gezocht naar olie en gas. Teddy vraagt zich af of hij zijn zakelijke activiteiten in dat land niet beter zou stopzetten, en besluit het advies in te winnen van Daw May Lin Wai, een gerespecteerde Birmese democratische leider die in zijn land al bijna 20 jaar onder huisarrest is geplaatst. Tijdens zijn zoektocht naar Lin Wai ontmoet Teddy een jong meisje dat dringend een niertransplantatie nodig heeft. De vader van het meisje is een geschikte donor, maar hij wordt vastgehouden in een werkkamp en gevreesd wordt dat hij zijn dochter niet op tijd te hulp zal kunnen komen. Terug in New York proberen Philip en Olivia wanhopig om Teddy's gedrag te verklaren aan een woedende bestuursraad. |                  |                               |  |
| 3 | Paris            | 8 juli 2009                   |  |
| Op een zakenreis naar Parijs met Teddy en haar man Philip, loopt Olivia in op een oude vriendin, Isabelle. Herinneringen zijn al snel opgehaald. Isabelle geeft snel toe dat ze in schuld staat bij Bejan, een hoog aangeschreven man uit Parijs die een sekshandel in een hotel runt. Olivia is geteisterd bij het idee dat Bejan harteloos Isabelle doodt als ze niet naar hem luistert en ze is vastbesloten om de andere vrouwen in de handel te helpen. Ook Teddy is geschokt, met name door de omvang van deze mensenhandel. Hij verzint een plan om de slachtoffers vrij te krijgen. Zijn bevindingen leiden hem naar een huis vol misbruikte jonge meisjes en Teddy, vastbesloten om gerechtigheid te zien, zal er alles aan doen om hen te redden. |                  |                               |  |
| 4 | Nigeria (Part 2) | 15 juli 2009                  |  |
| Teddy reist terug naar Kujama, Nigeria. Hij heeft een olieraffinaderij geopend, dat zal helpen om de handel van het kleine dorpje te verbeteren. Teddy's zakelijke en filantropische plannen worden echter aan de kant gezet als zijn gerespecteerde vriend, dokter Chima Balo, wordt ontvoerd door een lokale rebellenleider, Jonathan Bankole, die Teddy's werk in het dorp afkeurt. Teddy wil Chima weer veilig terug, maar Bankole brengt haar alleen als de overheid een enorme som losgeld betaalt. Ondertussen, in New York, is Philip aan het nadenken over het plotse liefdadigheidskarakter van Teddy. |                  |                               |  |
| 5 | Kosovo           | 22 juli 2009                  |  |
| Teddy neemt zijn ex-vrouw, Julia Rist (Krista Allen), mee op een reis als hij haar vertelt over zijn zakelijke ondernemingen in Kosovo, een land vol depressie en armoede sinds de jaren 90. Teddy wil dat de Serviërs en Albanezen om samen te werken in de mijn een bedrijf starten. Als de Serviërs en Albanezen weigeren om samen te werken, is het duidelijk dat hun haat dieper gaat dan Teddy's eerste gedachte. A.J. en Philip zijn bang dat Teddy te veel van zichzelf verwacht |                  |                               |  |
| 6 | San Diego        | 29 juli 2009                  |  |
| Als giften in San Diego op frauduleuze wijze van Teddy's creditcard worden gehaald, gaan Teddy en Dax op een klopjacht, op zoek naar de identiteit van de dief - na een spoor van inkomsten door middel van luxe hotels, tattooshops en stripclubs. Ondertussen schrikken in New York Olivia en Philip als ze ontdekken dat de man met wie zij een investering hebben gedaan, al het geld heeft weggesluist - hun bedrijf is nu in financieel gevaar. |                  |                               |  |
| 7 | Kashmir          | 5 augustus 2009               |  |
| Teddy en Philip's schoolvriend, Rhada Shivpuri, vraagt om hun hulp om te (voorzichtig) handelen met zowel de Indiase als de Pakistaanse regeringen in een poging om het regionale watersysteem te herstellen en de heropening van de The Line of Control, die het oude land in tweeën verdeelt bij te wonen. Olivia en AJ zitten angstig bij de telefoon in New York en bidden dat Teddy het goed maakt. |                  |                               |  |
| 8 | Haïti            | 12 augustus 2009              |  |
| Teddy is naar Haïti gekomen samen met Philip om de verarmde Caribische natie Haïti van een bijna hopeloos voedseltekort af te houden. Philip, die werd geboren in Haïti, maar het verliet in zijn zesde levensjaar, komt Jean Beauvais tegen, een krachte senator op het eiland en een soort vervreemde broer van Philip blijkt te zijn. Philip wil Haïti helpen, maar Jean wil het alleen doen - zonder hulp. Vast staat dat de broers zijn ontsierd door de jaren heen van wrok en wantrouwen. |                  |                               |  |

## Website
Vanaf augustus 2009 tot 18 september 2011 was het mogelijk alle 8 afleveringen te bekijken op de website Hulu. De complete serie is uitgebracht op 5 januari 2010 op dubbel-dvd, met een totale speelduur van 300 minuten.